# Katarzyna Bovery / Jerzy Michotek
Katarzyna Bovery / Jerzy Michotek – split minialbum (EP) nagrany przez polskich piosenkarzy: Katarzynę Bovery, której towarzyszył Zespół Jazzowy Zygmunta Wicharego i Jerzego Michotka wraz z Zespołem Instrumentalnym Bogusława Klimczuka.
Płyta, tzw. czwórka – odtwarzana z prędkością 45 obr./min., wydana została w 1961 przez Polskie Nagrania „Muza” z numerem katalogowym N 0161 (numery dodatkowe na naklejkach – odpowiednio strona a i b : A-311 i A-312).

## Muzycy
Strona A
- Katarzyna Bovery – śpiew
- Zespół Jazzowy Zygmunta Wicharego

Strona B
- Jerzy Michotek – śpiew
- Zespół Instrumentalny Bogusława Klimczuka

## Lista utworów
Strona A
| 1. | „Ave Maria no morro” (muz. Henri Martins, sł. Adam Czarkowski) |  |
|    |                                                                |  |
| 2. | „Baciare” (muz. i sł. Josef Niessen )                          |  |
|    |                                                                |  |
Strona B
| 3. | „Libero” (muz. Domenico Modugno, sł. Andrzej Tylczyński)               |  |
|    |                                                                        |  |
| 4. | „Ty jeszcze nie wiesz” (muz. Stefan Rembowski, sł. Jacek Korczakowski) |  |
|    |                                                                        |  |